# Olazti/Olazagutía
Olazti/Olazagutía (baskisch Olazti/Olazagutía und spanisch Olazagutía) ist eine Gemeinde (Municipio) in Navarra in Spanien mit 1.464 Einwohnern (Stand: 2024).

## Geografie
Olazti/Olazagutía liegt etwa 59 Kilometer westnordwestlich von Pamplona (Iruña) in einer Höhe von ca. 540 m in der baskischsprachigen Zone Navarras. Am westlichen Rand der Gemeinde fließt der Río Arakil. Dort verläuft auch die Autovía A-1 nach Vitoria-Gasteiz. 

## Bevölkerungsentwicklung
| Jahr        | 1900 | 1950 | 1970 | 1981 | 1991 | 2001 | 2011 | 2021 |
| ----------- | ---- | ---- | ---- | ---- | ---- | ---- | ---- | ---- |
| Einwohner   | 780  | 1643 | 2012 | 1969 | 1713 | 1681 | 1696 | 1485 |
| Quelle: INE |      |      |      |      |      |      |      |      |

## Sehenswürdigkeiten

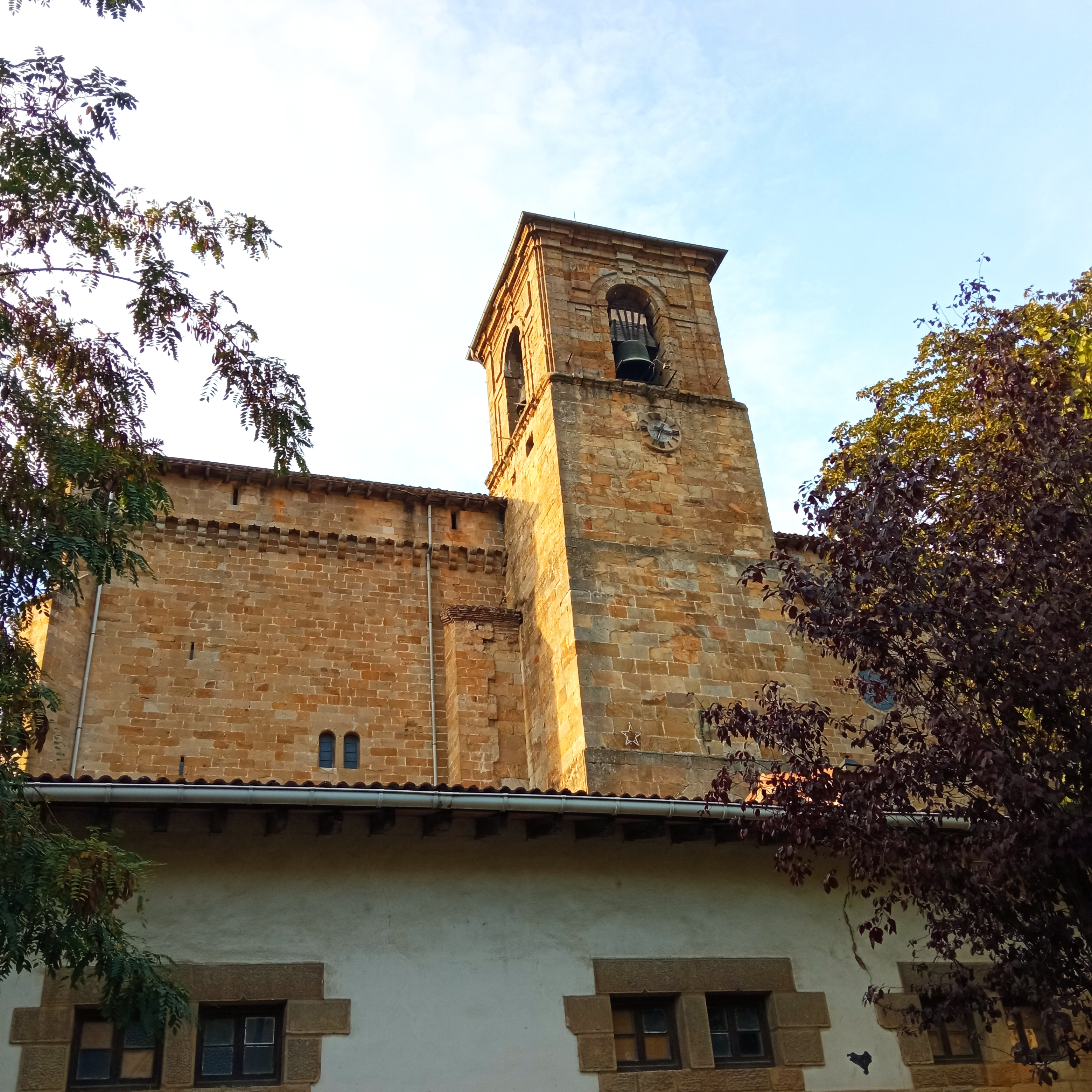
Michaeliskirche
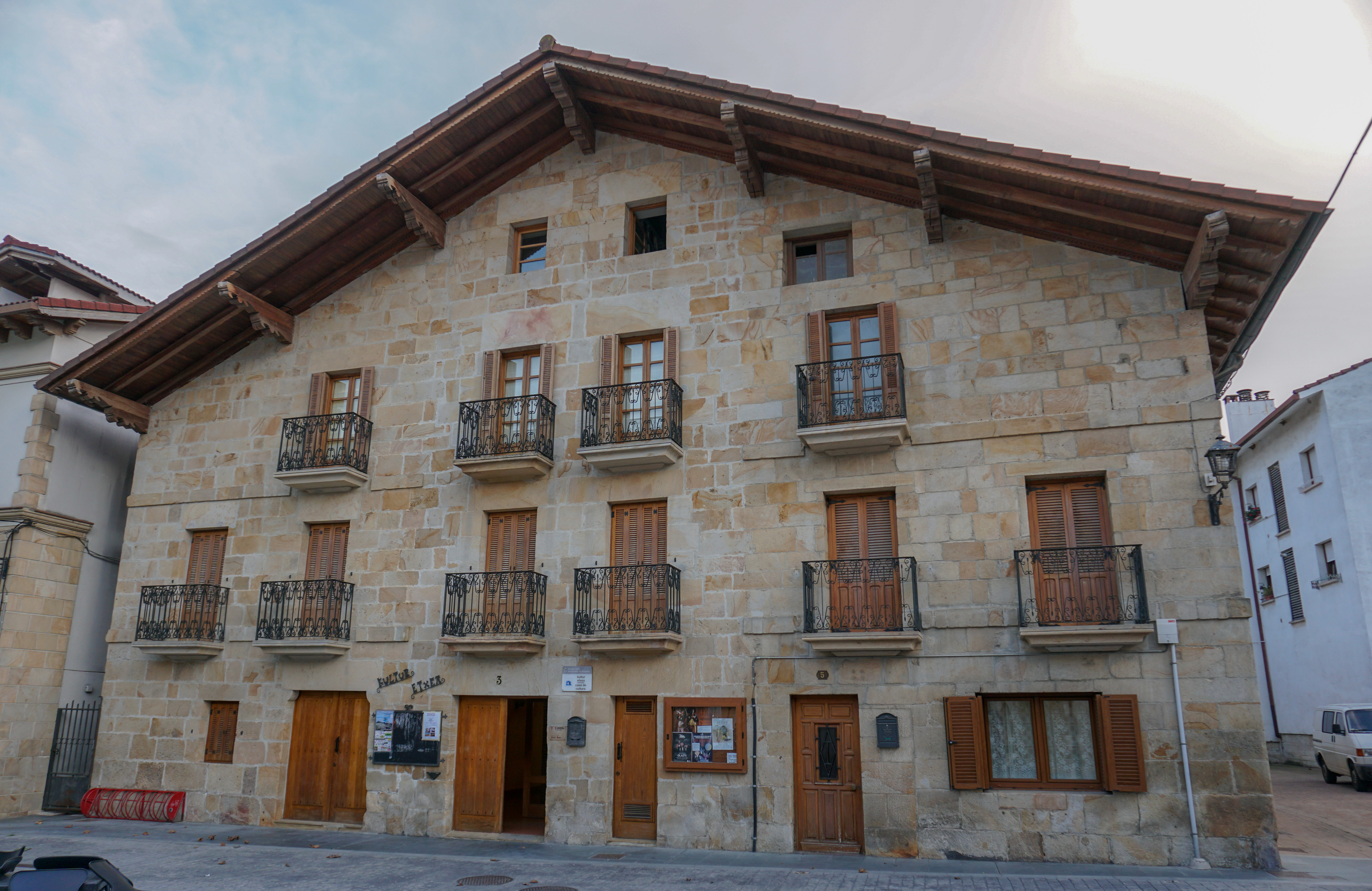
Bibliothek
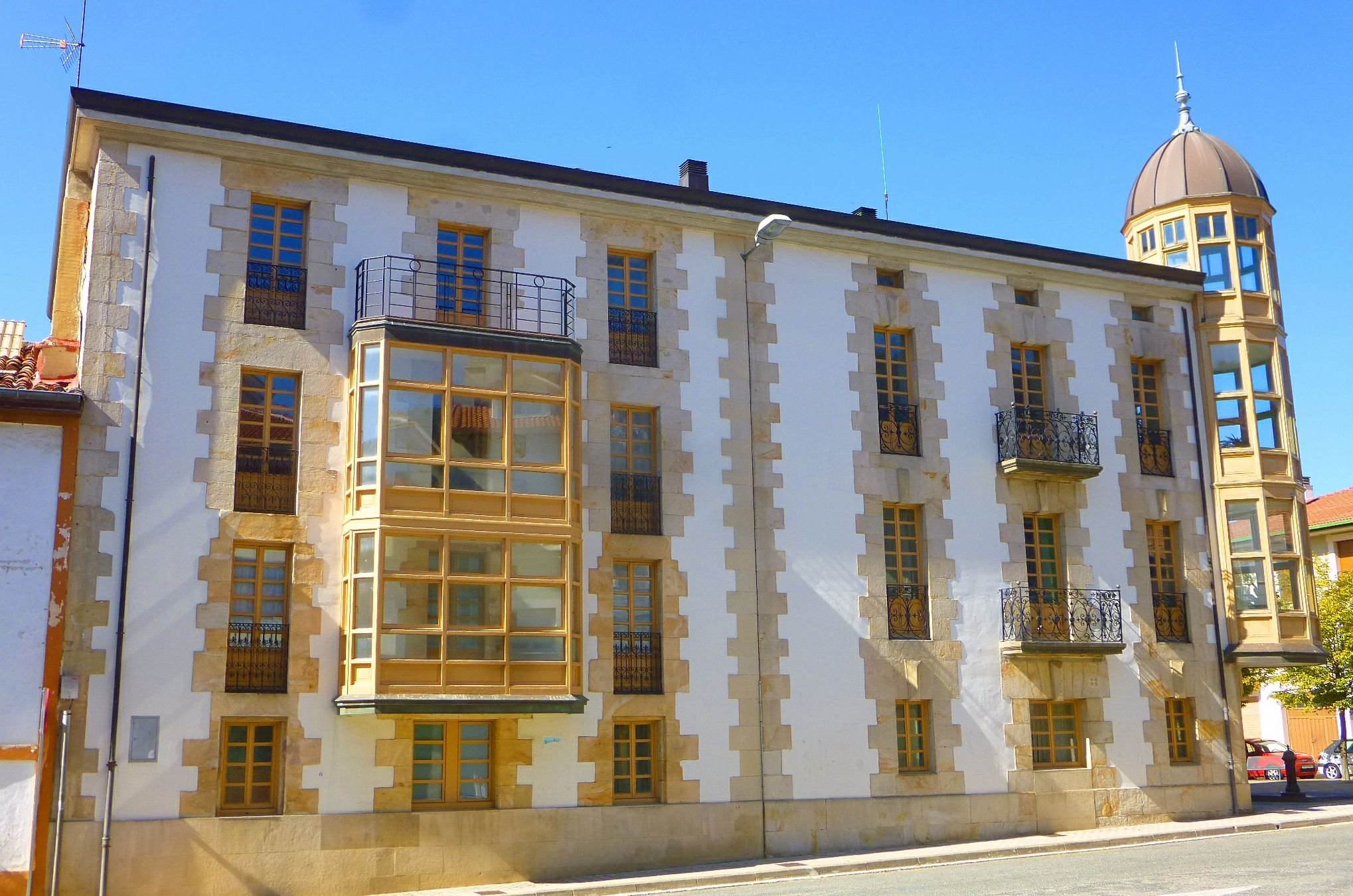
Rathaus

- Michaeliskirche
- Bibliothek
- Rathaus